# Liste der Eingemeindungen in die Stadt Saalfeld/Saale
Seit dem Zweiten Weltkrieg gab es zahlreiche Eingemeindungen in die Stadt Saalfeld/Saale im Landkreis Saalfeld-Rudolstadt.
In der ersten Tabelle stehen alle ehemaligen Gemeinden, die direkt nach Saalfeld/Saale eingemeindet wurden. Die ehemalige Gemeindefläche ist oft nicht nachweisbar. Die Gemeinden, die am selben Tag eingemeindet wurden, werden in alphabetischer Reihenfolge aufgeführt.
In der zweiten Tabelle stehen die ehemals selbständigen Gemeinden in alphabetischer Reihenfolge, die (zunächst) nicht in die Stadt Saalfeld/Saale, sondern in eine andere Gemeinde eingegliedert wurden.

## Eingemeindungen in die Stadt Saalfeld/Saale
| Ehemalige Gemeinde | Datum      | Zuwachs in ha | Nachweis |
| ------------------ | ---------- | ------------- | -------- |
| Obernitz           | 01.07.1950 |               | [ 1 ]    |
| Remschütz          | 01.07.1950 |               | [ 1 ]    |
| Gorndorf           | 01.01.1963 |               | [ 1 ]    |
| Beulwitz           | 06.04.1994 |               | [ 1 ]    |
| Arnsgereuth        | 01.12.2011 | 403           | [ 2 ]    |
| Saalfelder Höhe    | 06.07.2018 | 6387          | [ 3 ]    |
| Wittgendorf        | 06.07.2018 | 343           | [ 3 ]    |
| Reichmannsdorf     | 01.01.2019 | 1999          | [ 4 ]    |
| Schmiedefeld       | 01.01.2019 | 954           | [ 4 ]    |

## Eingemeindungen in selbständige Orte, die später in die Stadt Saalfeld/Saale eingemeindet wurden
| Ehemalige Gemeinde             | Datum      | Anmerkung                                                       | Nachweis |
| ------------------------------ | ---------- | --------------------------------------------------------------- | -------- |
| Aue am Berg                    | 01.07.1950 | Eingliederung nach Beulwitz                                     | [ 1 ]    |
| Bernsdorf                      | 01.01.1997 | Zusammenschluss mit zwölf weiteren Gemeinden zu Saalfelder Höhe | [ 3 ]    |
| Birkenheide                    | 01.01.1957 | Eingliederung nach Dittrichshütte                               | [ 1 ]    |
| Braunsdorf                     | 01.07.1950 | Eingliederung nach Dittrichshütte                               | [ 1 ]    |
| Burkersdorf                    | 01.01.1997 | Zusammenschluss mit zwölf weiteren Gemeinden zu Saalfelder Höhe | [ 3 ]    |
| Crösten                        | 01.07.1950 | Eingliederung nach Beulwitz                                     | [ 1 ]    |
| Dittersdorf                    | 01.01.1997 | Zusammenschluss mit zwölf weiteren Gemeinden zu Saalfelder Höhe | [ 3 ]    |
| Dittrichshütte                 | 01.01.1997 | Zusammenschluss mit zwölf weiteren Gemeinden zu Saalfelder Höhe | [ 3 ]    |
| Eyba                           | 01.01.1997 | Zusammenschluss mit zwölf weiteren Gemeinden zu Saalfelder Höhe | [ 3 ]    |
| Gösselsdorf                    | 01.04.1974 | Eingliederung nach Reichmannsdorf                               | [ 1 ]    |
| Jehmichen                      | 01.01.1960 | Zusammenschluss mit Lositz zu Lositz-Jehmichen                  | [ 1 ]    |
| Kleingeschwenda b. Arnsgereuth | 01.01.1997 | Zusammenschluss mit zwölf weiteren Gemeinden zu Saalfelder Höhe | [ 3 ]    |
| Knobelsdorf                    | 01.09.1965 | Eingliederung nach Reschwitz                                    | [ 1 ]    |
| Lositz                         | 01.01.1960 | Zusammenschluss mit Jehmichen zu Lositz-Jehmichen               | [ 1 ]    |
| Lositz-Jehmichen               | 01.01.1997 | Zusammenschluss mit zwölf weiteren Gemeinden zu Saalfelder Höhe | [ 3 ]    |
| Reschwitz                      | 01.01.1997 | Zusammenschluss mit zwölf weiteren Gemeinden zu Saalfelder Höhe | [ 3 ]    |
| Taubenbach                     | 01.07.1950 | Eingliederung nach Schmiedefeld                                 | [ 1 ]    |
| Unterwirbach                   | 01.01.1997 | Zusammenschluss mit zwölf weiteren Gemeinden zu Saalfelder Höhe | [ 3 ]    |
| Volkmannsdorf                  | 01.01.1997 | Zusammenschluss mit zwölf weiteren Gemeinden zu Saalfelder Höhe | [ 3 ]    |
| Wickersdorf                    | 01.01.1997 | Zusammenschluss mit zwölf weiteren Gemeinden zu Saalfelder Höhe | [ 3 ]    |
| Wittmannsgereuth               | 01.01.1997 | Zusammenschluss mit zwölf weiteren Gemeinden zu Saalfelder Höhe | [ 3 ]    |
| Witzendorf                     | 01.01.1997 | Zusammenschluss mit zwölf weiteren Gemeinden zu Saalfelder Höhe | [ 3 ]    |
| Wöhlsdorf                      | 01.07.1950 | Eingliederung nach Beulwitz                                     | [ 1 ]    |